# دانييل كيسلر
دانييل كيسلر (بالإنجليزية: Daniel Kessler)‏ هو عازف قيثارة أمريكي، ولد في 25 سبتمبر 1974 في لندن في المملكة المتحدة.

## وصلات خارجية
- الموقع الرسمي
- دانييل كيسلر على موقع IMDb (الإنجليزية)
- دانييل كيسلر على موقع ميوزك برينز (الإنجليزية)
- دانييل كيسلر على موقع إن إن دي بي (الإنجليزية)
- دانييل كيسلر على موقع أول ميوزيك (الإنجليزية)
- دانييل كيسلر على موقع ديسكوغز (الإنجليزية)